# Beyond Good & Evil
Beyond Good & Evil (kurz BGE) ist ein Computerspiel des französischen Spieleentwicklers Ubisoft nach einer Idee von Michel Ancel, dem Ziehvater der ersten beiden Rayman-Spiele. Das 2003 für PC und Spielkonsolen erschienene Fantasy-Spiel spielt auf dem fiktiven Planeten Hyllis, auf dem die Reporterin Jade eine großangelegte Verschwörung aufdeckt.

## Spielprinzip
Das Gameplay von Beyond Good & Evil ist sehr divers. Zum Großteil handelt es sich um ein Stealth-Computerspiel. Oft muss der Spieler Puzzle lösen, wobei er zwischen den Charakteren umschalten muss. Es gibt jedoch auch zeitweise Elemente von Rennspielen, Shootern sowie Plattformer mit Kampfeinlagen. Es gibt jedoch auch Areale, die der Spieler friedlich erkunden kann. Dort kann man neue Gegenstände kaufen, die oft auch für den Spielfortschritt wichtig sind. Es gibt zahlreiche Mini-Spiele und eine Online-Highscore-Tabelle.

## Handlung
Die frei arbeitende Reporterin Jade lebt gemeinsam mit ihrem Onkel Pey’j, einem anthropomorphen Schwein, sowie einigen Waisenkindern in einem Leuchtturm auf einer kleinen Insel auf dem Planeten Hyllis. Hyllis ist seit jeher im Krieg mit den feindlichen Aliens „DomZ“, die scheinbar immer wieder Zivilisten entführen. Die Alpha-Abteilung, eine Art Militär-Polizei, angeführt von einem General namens Keck, versucht alles, um die DomZ abzuwehren und die Bevölkerung zu beschützen.
Nach einem Angriff auf die Leuchtturm-Basis treffen sich Jade und Pey’j mit dem zwielichtigen Hahn, der ihnen im Auftrag von einem gewissen Mister De Castellac eine Mission auferlegt. Dabei müssen sich die beiden Reporter mit einer großen Anzahl an gefährlichen Kreaturen auseinandersetzen, ehe Hahn ihnen eröffnet, dass es De Castellac nie gegeben hat und sie stattdessen in die Geheimnisse der IRIS-Organisation einweiht.
IRIS ist eine geheime Organisation, welche hinter den Machenschaften der Alpha-Abteilung eine Zusammenarbeit mit den DomZ vermutet. Hahn erzählt, dass die Alpha-Abteilung selbst Zivilisten entführt und der feindlichen Alien-Rasse dabei hilft und sich gleichzeitig das Vertrauen von Hyllis Bewohnern erschleichen. Jade soll mit Hilfe ihrer Fotokamera Beweise für diese Verschwörung sammeln.
Im IRIS-Untergrund macht Jade Bekanntschaft mit Nino, Mei und Peepers, weiteren Mitgliedern von IRIS. Danach macht sie sich mit ihrem Onkel Pey’j auf zu einer Mission in eine alte Fabrik, wo sich eine Basis der Alpha-Abteilung befindet und wohin sie ihre Opfer transportieren, ehe sie in die alten Schlachthäuser und schließlich zum Mond in die Hände der DomZ gebracht werden. Jade kann einige Fotos schießen und trifft ebenfalls einen anderen IRIS-Agenten namens Double-H, der zuvor während einer Mission in der Fabrik verschwand. Kurz darauf wird Pey’j von einigen Wachen der Alpha-Abteilung entdeckt, überwältigt und verschleppt. Jade setzt ihre Mission gemeinsam mit Double-H fort und schießt weitere Beweisfotos und begibt sich auf die Suche nach ihrem Onkel. Dabei dringt sie tief in die Untergründe der Fabrik ein und legt sich mit einem DomZ-Monster sowie Wachen der Alpha-Abteilung an, doch Pey’j wird zu den Schlachthäusern gebracht, bevor sie ihm zu Hilfe eilen kann.
Zurück im IRIS-Unterschlupf freuen sich Hahn, Mei und Nino sehr über die Rückkehr ihres alten Freundes Double-H. Gemeinsam mit dem Recken macht sich Jade dann in die Schlachthäuser auf. Inzwischen beginnt die Bevölkerung von Hyllis angesichts der erdrückenden Beweisfotos langsam zu rebellieren. In den Schlachthäusern schießen Jade und Double-H weitere Fotos, schleichen sich an patrouillierenden Wachen vorbei und veröffentlichen so einen neuen Bericht, der die Rebellion verstärkt. Von Pey’j fehlt jedoch noch immer jede Spur.
Zurück bei IRIS lernt Jade die Gouverneurin kennen, welche die Geheim-Organisation heimlich unterstützt. Anschließend findet Jade heraus, dass niemand anderes als ihr Onkel Pey’j der Chef von IRIS ist. Kurz darauf wird Jades Leuchtturm von der Alpha-Abteilung zerstört, wobei alle Waisen entführt und zum Mond gebracht werden. Jade ist kurz davor aufzugeben, als sie in einer Geheimhöhle ein altes Raumschiff findet, welches Pey’j dort versteckt hatte. Mit diesem fliegen Jade und Double-H zum Mond, um einen dritten Bericht über einen dortigen Langstreckensender veröffentlichen zu können und die Rebellion so unaufhaltsam zu machen.
Jade kann General Keck fotografieren, welcher sich mit der Königin der DomZ unterhält. Wenig später findet sie auch Onkel Pey’j, welcher jedoch bereits tot ist. Als Jade seine Leiche berührt, erwacht er durch eine bislang verborgene Fähigkeit Jades jedoch wieder zum Leben. Zu dritt brechen Jade, Pey’j und Double-H nun auf.
Sie erreichen den Sender und veröffentlichen den Bericht auf Hyllis, wonach die Bevölkerung nun endgültig nicht mehr aufzuhalten ist und die Alpha-Abteilung geschlagen ist. General Keck versucht nun, die drei Reporter mithilfe eines gigantischen Roboters zu töten, doch Jade kann ihn besiegen, wobei Keck tödlich verletzt wird und im Kontrollraum der Maschine stirbt. Zu guter Letzt stellt sich Jade der Königin der DomZ in einem finalen Kampf entgegen und kann auch diese besiegen. Jade, ihr Onkel und Double-H befreien alle Gefangenen und diese bedanken sich bei Jade, die in einem Lichtschimmer aufsteigt. Pey’j und Double-H sowie Hahn, Mei und Nino, die nun auch am Mond ankommen, werden Zeuge davon, als Jade hoch in die Lüfte steigt und im Angesicht des Sieges lächelt.
Nach dem Abspann sieht man Pey’j im Leuchtturm stehen. Er verkrampft sich, als sich plötzlich ein DomZ-artiges Geschwür in seiner Hand ausbreitet.

## Rezeption
Beyond Good & Evil besitze eine unglaublich gute Story, bleibe ständig spannend, stecke voller kreativer Ideen und fessele bis zum großen Finale. Das Leveldesign sei stimmig. Gut platzierte Speicherpunkte vermeiden unnötige Frustration. Schwächen gäbe es bei der Kameraführung und teils bei den Texturen. Es stehe in typisch französischer Spieletradition mit fantasievollem, märchenhaftem Design ähnlich Heart of Darkness, Dark Earth und Evil Twin. Beyond Good & Evil besteche durch klar skizzierte Charaktere, eine geistreiche Handlung, grafische Finesse und spielerische Abwechslung. Die knuddelige Inszenierung sage jedoch nicht jedem zu. Die frei begehbare Spielwelt sei abwechslungsreich. Mit etwa zwölf Stunden sei die Spieldauer jedoch eher kurz. Die deutsche Fassung sei hervorragend vertont. Mit den sprechenden anthropomorphen Tieren und den pastellfarbenen rustikalen Häusern erinnere das Spiel an ein modernes Märchen. Im Vergleich zu GTA 3 oder GTA San Andreas böte es eine offene Spielwelt, ohne den Spieler durch die Freiheit zu überfordern. Dabei erinnere es eher an die Spielereihe The Legend of Zelda. Kommerziell blieb das Spiel deutlich hinter den Erwartungen zurück.

## Entwicklungs- und Veröffentlichungsgeschichte
Christophe Héral komponierte eigens für das Spiel mehrere Melodien, zumeist Klavierstücke. Er komponierte auch für den 2009 erschienenen französisch-italienischen Film Leon und die magischen Worte.

### HD-Neuveröffentlichung
Ende September 2010 kündigte Ubisoft im Zuge des „Ubisoft Digital Day“ eine verbesserte Version des Spiels für den digitalen Vertrieb über die Konsolennetzwerke Xbox Live und PlayStation Network mit Verkaufsstart 2011 an. Die Verbesserungen bestehen aus überarbeiteten Texturen und 3D-Modellen der Spielfiguren sowie neu abgemischtem Sound und Achievements. Sie erschien über Xbox Live am 2. März 2011 und am 8. Juni 2011 über das PlayStation Network. Diese Version enthält eine überarbeitete Steuerung und geänderte Button-Belegung auf dem Controller. Steuert der Spieler das Hovercraft in Innenräumen, kann nun die Kamera nicht mehr frei bewegt werden, was viele der zu lösenden Aufgaben zusätzlich erschwert.

### 20th Anniversary Edition
Zum 20. Jubiläum des Spiels wurde am 25. Juni 2024  die Beyond Good & Evil 20th Anniversary Edition für alle gängigen Plattformen (PlayStation 5, PlayStation 4, Xbox Series X/S, Xbox One, Nintendo Switch, Steam und Ubisoft-Store) veröffentlicht. Neben der neuen 4K-Bildauflösung mit 60 FPS gibt es auch rund zwanzig neue Achievements. Das Spiel kann plattformübergreifend gespielt werden und enthält eine Jubiläumsgalerie, in welcher Artworks und Videos aus der Entwicklung geteilt werden. Zusätzlich gibt es eine neue Mission im Spiel, die auf den in der Entwicklung befindlichen Nachfolger Beyond Good & Evil 2 hinweist.

### Nachfolger
Im Mai 2008 wurde auf einer Pressekonferenz in Paris ein Trailer für einen Nachfolger gezeigt. Entwickler Michel Ancel bestätigte im April 2009, dass er an dem Projekt arbeitete. Im Oktober 2011 wurde das Ausbleiben des Spiels mit noch zu hohen technischen Anforderungen begründet. Anfang Mai 2012 bestätigte Michel Ancel, dass sich Beyond Good & Evil 2 in der Entwicklung befinden würde. Er erklärte aber, dass das Spiel mit hoher Wahrscheinlichkeit erst für die nächste Konsolengeneration erscheinen würde. Im Oktober 2016 bestätigte Ubisoft erneut, dass sich Beyond Good & Evil 2 in Entwicklung befände. Im Rahmen der E3 2017 wurde das Spiel mit einem Trailer präsentiert.